# مايك هيلر
مايك هيلر (بالإنجليزية: Mike Heller)‏ هو عازف جاز أمريكي، ولد في 17 يناير 1982 في بروكلين في الولايات المتحدة.

## وصلات خارجية
- مايك هيلر على موقع ميوزك برينز (الإنجليزية)
- مايك هيلر على موقع أول ميوزيك (الإنجليزية)
- مايك هيلر على موقع ديسكوغز (الإنجليزية)